# Evozierte Reaktionsaudiometrie
Die Evozierte Reaktionsaudiometrie (kurz: ERA) ist ein Oberbegriff für verschiedene Verfahren zur objektiven Messung der Hörfähigkeit. Es handelt sich bei dem Begriff um eine unglückliche Übersetzung (engl.: evoked response audiometry), also eigentlich um eine Audiometrie mittels evozierter Antworten / Potentiale (vgl. Akustisch evozierte Potentiale). Dennoch hat sich der Begriff Evozierte Reaktionsaudiometrie im deutschen Sprachraum weit verbreitet. Der Begriff Reaktionsaudiometrie hingegen beschreibt eine Hörprüfung bei Kindern, bei der die Reaktion selbiger auf akustische Reize beobachtet werden.
Bei der ERA werden Potentiale des Innenohrs, der Hörbahn, des Hirnstamms (bzw. Stammhirns), des Mittelhirns und der Hirnrinde gemessen.
Zur ERA gehören folgende Verfahren:
- ECochG (misst Potentiale der Schnecke und des Hörnerven)
- BERA (misst Potentiale des Hirnstamms)
- MERA (misst Potentiale des Mittelhirns)
- CERA (misst Potentiale der Hirnrinde)

Das bedeutet, dass ERA kein eigenes Messverfahren ist, sondern ein Sammelbegriff für verschiedene Messverfahren. Die oben genannten Verfahren unterscheiden sich also im Hinblick auf den Ort der Messungen (Schnecke, Hörbahnen, Hirnstamm, Hirnrinde).
ERA: evoked response audiometry; „evoked response“ → „hervorgerufene Antwort“, d. h. durch Clicks wird zum Beispiel die Schnecke beschallt bzw. gereizt, darauf reagiert die Schnecke dann mit Potentialen bzw. „Schwingungen“ (vereinfacht gesagt), die messbar sind, das sind dann die „evoked responses“
ECochG: Elektrocochleographie; „cochlea“ → Schnecke
BERA: brainstem evoked response audiometry; „brainstem“ → Hirnstamm; d. h. „Schwingungen“ des Hirnstamms werden gemessen („brainstem electrical response“ → „elektrische Antworten des Hirnstamms“)
MERA: midbrain evoked response audiometry; „midbrain“ → Mittelhirn; auch MLR für „middle late response“ (s. Mittlere akustisch evozierte Potentiale)
CERA: cortical evoked response audiometry; „cortical“ → die Hirnrinde betreffend (hier: Auditiver Cortex); auch SVR für „slow vertex response“ (s. Späte akustisch evozierte Potentiale)
In folgender Tabelle sind die Vorzüge und Nachteile der Verfahren aufgelistet:
| Verfahren | Vorzüge | Nachteile |
| --------- | --- | --- |
| ECochG    | - gutes Signal-Rausch-Verhältnis - auch in Schlaf, Sedierung und Narkose durchführbar - Reifungseinfluss kann berücksichtigt werden                                                                   | - invasiv und personalaufwendig - es wird nur die Funktion von Innenohr und Hörnerv erfasst - nur bedingt frequenzspezifisch |
| BERA      | - nicht-invasiv - Funktionsprüfung von Hörnerv und Hirnstamm - auch im Schlaf, Sedierung und Narkose durchführbar - Reifungseinfluss kann berücksichtigt werden - frequenzspezifische Prüfung möglich | - die späteren Hirnaktivitäten auf höhe des Mittelhirns und des auditorischen Kortex werden nicht erfasst                    |
| MERA      | - nicht-invasiv - Funktionsprüfung bis zum Mittelhirn - frequenzspezifische Prüfung möglich | Befunde abhängig vom Aufmerksamkeitsgrad                                                                                     |
| CERA      | - nicht-invasiv - Funktionsprüfung bis zur kortikalen Ebene - frequenzspezifische Prüfung möglich | Befunde stark abhängig von der Hirnreifung und dem Aufmerksamkeitsgrad (nicht zur Anwendung bei Kleinkindern geeignet)       |